# Battaglia dell'atomo
La Battaglia dell'atomo (Battle of the Atom) è un crossover che intreccia le testate All-New X-Men, Uncanny X-Men, Wolverine and the X-Men e X-Men, preceduto e terminato in due albi fuori collana dall'omonimo titolo. Pubblicato dalla Marvel Comics fra settembre e ottobre 2013, la trama s'incentra sul viaggio nel presente dei futuri X-Men per convincere gli X-Men originali a ritornare nel passato evitando così che si verifichino disastrose conseguenze al flusso temporale.

## Storia editoriale
Annunciato al C2E2 2013, per festeggiare il cinquantesimo anniversario degli X-Men, l'evento riunisce per la prima volta i fronti guidati da Ciclope e Wolverine dai tempi di Scisma e Avengers vs. X-Men con l'obiettivo di gestire le conseguenze rappresentate dagli X-Men originali rimasti nel presente. La storia si snoderà fra quattro testate ciascuna scritta da un autore diverso: All-New X-Men di Brian Michael Bendis (testi) e Stuart Immonen (disegni), Uncanny X-Men di Bendis e Chris Bachalo (disegni), Wolverine and the X-Men di Jason Aaron (testi) e Giuseppe Camuncoli (disegni), X-Men di Brian Wood (testi) e David Lopez (disegni); e sarà preceduta e terminata da due albi fuori collana intitolati X-Men: Battle of the Atom rispettivamente di Bendis e Frank Cho (disegni) e Aaron, Bendis, Wood con Camuncoli e Esad Ribić (disegni).

## Trama
Sfidando gli avvertimenti di Ciclope, Magik si reca nel futuro per constatare che la rivoluzione che stanno preparando avrà degli effetti positivi sulle loro vite e rimane sconvolta dal vedere ancora X-Men contro Sentinelle in uno scenario post-apocalittico. Nel presente, i cinque giovani X-Men venuti dal passato, vengono accompagnati da Shadowcat nel luogo in cui si è manifestata una nuova mutante; la giovane, evocando giganteschi draghi, sta creando il panico. Sopraffatti dall'arrivo delle Sentinelle, il gruppo viene soccorso da Ciclope adulto e dai suoi X-Men, che smantellano i robot e prendono in custodia la nuova mutante. Purtroppo il giovane Ciclope viene colpito da alcuni laser sparati da una Sentinella, rimanendo all'apparenza morto per qualche minuto; la cosa si riflette immediatamente sul Ciclope adulto, che inizia a svanire, mentre la realtà tutto attorno inizia a collassare pericolosamente, a causa del paradosso temporale. Per fortuna l'intervento del giovane nuovo mutante Triage, che riporta in vita il giovane Ciclope, riconduce la situazione alla normalità, ma al ritorno alla Jean Grey School viene deciso che gli X-Men originali, nonostante il loro volere e le loro proteste, dovranno al più presto necessariamente ritornare al loro tempo, perché come ha dimostrato il caso dei due Ciclope, se qualcosa accadrà ad uno dei giovani, provocherà devastanti conseguenze sulla linearità spazio temporale.
Più o meno allo stesso tempo, nella sorpresa generale, si attiva automaticamente la macchina del tempo nel laboratorio di Bestia, da cui emerge un gruppo di X-Men provenienti dal futuro, il cui compito è proprio quello di impedire che si commetta il grave errore di far rimanere gli originali giovani X-Men nel presente. Mentre tutti gli altri discutono animatamente del modo migliore di gestire la faccenda, la giovane Jean Grey chiede al giovane Ciclope, di fuggire assieme a lei, poiché conoscendo il destino che l'attende, non ha intenzione di tornare indietro. Preso quindi telepaticamente il controllo di Wolverine e del Gigante di ghiaccio li fa scontrare l'uno con l'altro scatenando il caos. Al termine della schermaglia, Rachel Grey accusa gli X-Men del futuro di aver insospettito la giovane Jean, schermando i pensieri e per contro Xorna si cala la maschera rivelando di essere la futura Jean Grey, ovvero la giovane Jean appena fuggita che è diventata ormai adulta. Sfruttando la tecnologia portatile del Cerebro futuro, il nipote di Xavier proveniente dal futuro parte alla ricerca dei fuggiaschi seguito dal suo gruppo, e anche da una squadra di X-Men del presente; li raggiungono poco fuori San Francisco dove l'arrivo di Marvel Girl e Shadowcat, favorevoli a lasciar scegliere ai giovani se tornare indietro, o rimanere nel presente, permette loro nuovamente di fuggire e approdare sulle coste dell'abbandonata Utopia, dove Emma Frost e la sua squadra, li attendono, in risposta alla richiesta d'aiuto che la giovane Jean nel frattempo a inviato loro. Mentre Ciclope adulto decide se accettare di aiutare i due, Magik, che non è rimasta convinta di tutta quella faccenda, si teletrasporta alla JGS, dove chiede ai giovani Bestia e Uomo Ghiaccio di seguirla nel futuro, così da capire come stanno realmente le cose lì. Arrivati tutti gli altri su Utopia, l'inaspettata comparsa della Jean dal futuro, riaccende la rivalità di Emma, che la sfida a un duello telepatico assistita dalle Naiadi e dalla giovane Jean. La futura Jean, sconfitte le Naiadi ed Emma, perde però lo scontro con se stessa più giovane e accetta di lasciarsi sondare la mente da lei; al termine, la giovane Jean, sconvolta, chiede al giovane Ciclope di tornare nel passato, per evitare di far accadere ciò che ha visto, senza specificare cosa sia. Intanto Magik e i giovani Bestia e Uomo Ghiaccio giungono nel futuro, alla JGS, dove vengono accolti da Sentinelle alleate e da un gruppo di mutanti, che affermano di essere loro i veri X-Men, non quelli che sono da poco tornati indietro nel tempo, capeggiati da Jean/Xorna.
La Jubilee del futuro cerca in tutti i modi di rispedire il trio indietro nel tempo, senza che scoprano troppo, ma gli altri X-Men del futuro, dopo aver discusso e votato cosa fare, decidono a loro volta di tornare anche loro indietro, con il terzetto appena giunto, allo scopo di allearsi con la squadra di Ciclope. In una serie di flashfoward, si viene a conoscenza che Vecchio Bestia e Xorna dopo aver convinto Dazzler a candidarsi e vincere le elezioni a Presidente degli Stati Uniti, assistono al suo omicidio, a opera di una non ben specificata invasione demoniaca, evocata da umani che li porta a ricredersi sulle loro vedute di coesistenza pacifica e fondare una nuova Confraternita dei mutanti malvagi. Di ritorno alla JGS, il giovane Xavier spedisce i giovani Jean, Ciclope e Angelo alla macchina del tempo, infuriandosi con Bling! quando scopre che ha fallito il suo compito di sorvegliante, lasciando che i giovani Uomo Ghiaccio e Bestia venissero portati nel futuro da Magik. Ormai conscio della compromissione della sua missione, il giovane Xavier forza la mano ai suoi e assieme a Xorna, Molly, Deadpool e Raze, mette fuori combattimento i presenti, prendendo poi possesso della scuola. Una volta attivate le difese esterne, compresa Krakoa, Raze s'infiltra nel gruppo di Ciclope adulto, arrivato per dare manforte e rapisce i giovani Uomo Ghiaccio e Bestia fingendosi Psylocke. Intanto nel laboratorio, Vecchio Bestia prova senza successo a rispedire nel passato gli X-Men originali, ma una forza misteriosa impedisce alla macchina del tempo di funzionare. Riuscito finalmente a penetrare nell'edificio, il gruppo di Ciclope viene sopraffatto psichicamente da Xorna, facendo così fuggire la Confraternita, che mette in moto il piano B: raggiungere Cape Citadel e allertare lo S.H.I.E.L.D.. Messe da parte le loro animosità, Ciclope e Wolverine decidono a di collaborare e una volta giunti a destinazione, i tre gruppi si scontrano con i nemici, riuscendo quasi a sconfiggerli, finché l'arrivo di numerosi elivelivoli non li costringe a fermarsi. Impadronitisi dei comandi, Xorna e Kid Xavier bypassano i blocchi manuali, dando libero sfogo a tutta l'artiglieria che lo S.H.I.E.L.D. ha a disposizione, nella speranza di far comprendere agli X-Men cosa li aspetti nel futuro. Rimasti sotto shock dall'apprendere che l'agenzia conta nel suo arsenale anche le Sentinelle, Ciclope e Wolverine vengono allontanati dalla battaglia da Xorna, che li incolpa per lo scisma, l'incapacità di collaborare e infine di averla tenuta nel presente, alterando irrimediabilmente la sua storia personale. Sovraccaricatasi a causa della rabbia che ormai controlla i suoi enormi poteri, Xorna esplode, uccidendosi, ponendo così fine allo scontro e permettendo alla Confraternita di fuggire.
- Epilogo 1: alla JGS si accertano i decessi sia del Colosso che della Jubilee provenienti dal futuro, mentre Wolverine ribadisce l'intenzione di rimanere a dirigere la scuola e continuare lo scisma con gli X-Men guidati da Ciclope adulto.

- Epilogo 2: Kymera, figlia di Tempesta, proveniente dagli X-Men del futuro, chiede di poter rimanere nel presente, assieme alla sua pantera, per aiutare a dare la caccia alla Futura Confraternita. Il futuro Shogo, il figlio adottivo di Jubilee, abbraccia un'ultima volta la madre del presente (infatti quella che era tornata nel passato assieme a lui, è appena deceduta), ribadendole tutto il suo affetto prima di ritornare a casa.

- Epilogo 3: in procinto di tornare nel futuro, Maestro di Ghiaccio (che non è altro che l'evoluzione futura di Uomo Ghiaccio) rivela alle sue due più giovani controparti, che i momenti di pericolo per gli X-Men non sono ancora terminati e di tenere d'occhio i piccoli "Bamf" che tanto somigliano a un X-Man che è morto non molto tempo prima.

- Epilogo 4: delusa dal comportamento di Wolverine e del resto dello staff della JGS, Shadowcat abbandona la scuola per unirsi al gruppo capeggiato dal Ciclope adulto. Inaspettatamente, anche i giovani X-Men originali la seguono, perché si rendono conto conto di non essere ormai ben accettati lì. Di conseguenza Shadowcat, il giovane Ciclope, la giovane Jean, il giovane Bestia e il giovane Uomo Ghiaccio vengono ammessi nella base segreta del Ciclope adulto ed entrano così nella sua squadra di X-Men ribelli, opposta a quella capeggiata da Wolverine e Tempesta.

## Protagonisti
| Incredibili X-Men | X-Men della JGS | Futura Confraternita dei mutanti | Futuri X-Men |
| --- | --- | --- | --- |
| Leader: Ciclope - giovane Angelo, membro degli X-Men originali - Benjamin Deeds - Dirottatore - Emma Frost - Magik - Magneto - Naiadi di Stepford - Palle d'oro - Tempus - Triage | Leader: Wolverine - giovane Ciclope, membro degli X-Men originali - giovane Bestia, membro degli X-Men originali - Bestia - giovane Jean Grey, membro degli X-Men originali - Jubilee - Rachel Grey - Psylocke - Rogue - Shadowcat - Tempesta - Uomo Ghiaccio - giovane Uomo Ghiaccio, membro degli X-Men originali | Leader: Xorna, futura Jean Grey degli X-Men originali - futuro Deadpool - Gigante di ghiaccio, costrutto del Maestro di ghiaccio - futura Molly Hayes - giovane Xavier, nipote di Charles Xavier - Raze, figlio di Wolverine e Mystica, impersonava Kitty Pryde - Vecchio Bestia, evoluzione futura di Bestia | Leaders: futuro Wolverine, Jubilee adulta - futuro Colosso, che possiede anche i poteri di sua sorella Magik - futuro Quentin Quire, che possiede i poteri della forza Fenice - Kymera, figlia di Tempesta - Maestro di ghiaccio, evoluzione futura dell'Uomo Ghiaccio - Sentinella-X, Shogo figlio adottivo di Jubilee - futuro Wiccan |

## Pubblicazione
- Capitolo 1
  - X-Men: Battle of the Atom n. 1 (settembre 2013, in USA)
  - Marvel World n. 21 (marzo 2014, in Italia)

- Capitolo 2
  - All-New X-Men n. 16 (settembre 2013, in USA)
  - I Nuovissimi X-Men n. 10 (marzo 2014, in Italia)

- Capitolo 3
  - X-Men n. 5 (settembre 2013, in USA)
  - I Nuovissimi X-Men n. 10 (marzo 2014, in Italia)

- Capitolo 4
  - Uncanny X-Men n. 12 (settembre 2013, in USA)
  - Gli Incredibili X-Men n. 285 (marzo 2014, in Italia)

- Capitolo 5
  - Wolverine and the X-Men n. 36 (settembre 2013, in USA)
  - Wolverine & gli X-Men n. 23 (marzo 2014, in Italia)

- Capitolo 6
  - All-New X-Men n. 17 (ottobre 2013, in USA)
  - I Nuovissimi X-Men n. 11 (aprile 2014, in Italia)

- Capitolo 7
  - X-Men n. 6 (ottobre 2013, in USA)
  - I Nuovissimi X-Men n. 11 (aprile 2014, in Italia)

- Capitolo 8
  - Uncanny X-Men n. 13 (ottobre 2013, in USA)
  - Gli Incredibili X-Men n. 286 (aprile 2014, in Italia)

- Capitolo 9
  - Wolverine and the X-Men n. 37 (ottobre 2013, in USA)
  - Wolverine & gli X-Men n. 24 (aprile 2014, in Italia)

- Capitolo 10
  - X-Men: Battle of the Atom n. 2 (ottobre 2013, in USA)
  - Marvel World n. 22 (aprile 2014, in Italia)